# Парк залізничників станції Основа
Парк залізничників станції Основа — один із чотирьох парків Основ'янського району міста Харкова, розташований між вулицями Льговською, Жихарською, Бригадною та ІІ Деповським провулком, Лиманським провулком. Обмежений на півдні кварталами малоповерхової забудови, на півночі - багатоповерховими будинками по вул. Льговській, 2, 4 і 6. Від парку починаються вулиці П. Алексєєва, Сіверськодонецька, Гурзуфська (на заході), Батайська та Балаклійська (на сході).
На території парку знаходяться стадіон і навчальний корус №4 УкрДАЗТ.

## Дивись також
- Селище Основа
- Станція Основа